# Ramesseum
Ramesseum je chrámový komplex ve Vesetu v Horním Egyptě, naproti modernímu Luxoru přes řeku Nil.

## Historie
Velkolepý chrám Ramesse II. stojí ápadních Thébách (Veset, dnes Luxor) a je zasvěcen hlavnímu thébskému bohu – Amonovi. Chrám zde stojí v sousedství dalších chrámů králů 18 – 20. dynastie, jako např. Thutmose III. a IV., Amenhotepa III. a Ramesse IV. Patřil k Zádušním chrámům před Údolím králů a dochoval se nejlépe ze všech chrámů.
Sloužil jak k uctívání zemřelého krále, tak k slavení svátku SED, který se konal vždy v třicátém roce vlády panovníka. Jeho cílem bylo obnovení síly a energie panovníka a tím udržení a zajištění budoucnosti celému Egyptu. Sami staří Egypťané nazývali tyto chrámy – „Chrám milionů let“, římský spisovatel Diodóros ho nazval „Hrobem Osymandiovým“. Francouzský archeolog Jean-François Champollion jej v roce 1829 identifikoval jako zádušní chrám faraona Ramesse II. a pojmenoval jej Rhamesséion, odtud se název rozšířil do ostatních jazyků.

## Popis
Celý chrámový komplex zaujímá plochu okolo 5 hektarů a byl obehnán mohutnou zdí z nepálených cihel. Kromě hlavního chrámu (obdélník od 1. pylonu až po svatyni), byl součástí chrámového komplexu i královský palác a chrám k uctívání faraona, chrám pro uctívání Ramessovy matky Tuji (Mut-Tuja) a manželky Nefertari, chrámová škola, příbytky kněžích, kaple, svatyně, a další a nechybí samozřejmě hojné hospodářské budovy a sklady. Chrám je vyzdoben mnoha reliéfy zobrazujícími Ramesse II. jako velkého válečníka, zvláště pak jako vítěze bitvy u Kadeše. Další z dochovaných reliéfů vyobrazuje Ramesse II. ve společnosti bohů. Stejně jako v jiných Ramessových chrámech, zdobilo i Ramesseum několik gigantických soch faraona. První dvě 17,5 metru vysoké sochy se tyčily podél schodiště před druhým pylonem (dnes se zde nachází jeden z kolosů povalených při zemětřesení). Další dvě žulové sochy stály na druhém nádvoří, dnes jsou zde již jen jejich torza. Hlavu jedné ze soch, kterou objevil Battista Belzoni, je možné zhlédnout v Britském muzeu. Když chrám přestal plnit svůj účel, stal se pohřebištěm kněží, sloužil jako levný zdroj stavebního materiálu, či jako koptský kostel.